# Юдин, Игорь (волейболист)
Игорь Юдин (род. 17 июня 1987, Свердловск, СССР) — австралийский волейболист русского происхождения, выступал за сборную Австралии в 2004—2013 годах. Участник Олимпийских игр 2012 года, чемпион Азии 2007 года.

## Биография
Игорь родился в Екатеринбурге, но в 14 лет переехал в Австралию со своей семьей. Мать Татьяна, отчим — Рассел. Имеет сестру Викторию, которая живёт в Австралии. Его жена, дочь и сын проживают в Польше. С 2013 года имеет гражданство России.

### Карьера
Выступал за Австралию на летних Олимпийских играх 2012 года. В 2013 году прекратил играть за сборную Австралии и играл в Польше. В 2012 году Юдин начал играть в России. После триумфального сезона в Зенит Казань, где команде удалось победить в Клубном чемпионате мира по волейболу, Чемпионате России и Лига чемпионов ЕКВ переходит в Чемпионат Италии, где и играет по сей день.

## Спортивные достижения

### Клубные

#### Клубный чемпионат мира FIVB
- Золото, Польша 2017 — Зенит-Казань

### CEV Challenge Cup
- 2006/2007, серебро — Ястшембский Венгель

### CEV Champions League
- 2017/2018, золото — Зенит Казань

### Национальные соревнования
- 2005/2006, серебро, Бразильский чемпионат — Minas Tênis Clube
- 2006/2007, серебро, Польский чемпионат — Ястшембски Венгель
- 2008/2009, золото, Польский чемпионат — Ястшембски Венгель
- 2009/2010, золото, Польская лига — Ястшембски Венгель
- 2009/2010, серебро, Польский чемпионат — Ястшембски Венгель
- 2017/2018, золото, Чемпионат России — Зенит Казань